# 963 (szám)
A 963 (római számmal: CMLXIII) egy természetes szám.

## A szám a matematikában
A tízes számrendszerbeli 963-as a kettes számrendszerben 1111000011, a nyolcas számrendszerben 1703, a tizenhatos számrendszerben 3C3 alakban írható fel.
A 963 páratlan szám, összetett szám, kanonikus alakban a 32 · 1071 szorzattal, normálalakban a 9,63 · 102 szorzattal írható fel. Hat osztója van a természetes számok halmazán, ezek növekvő sorrendben: 1, 3, 9, 107, 321 és 963.
A 963 négyzete 927 369, köbe 893 056 347, négyzetgyöke 31,03224, köbgyöke 9,87511, reciproka 0,0010384. A 963 egység sugarú kör kerülete 6050,70745 egység, területe 2 913 415,638 területegység; a 963 egység sugarú gömb térfogata 3 740 825 678,6 térfogategység.